# Venance Fortunat
Pour les articles homonymes, voir Fortunat.

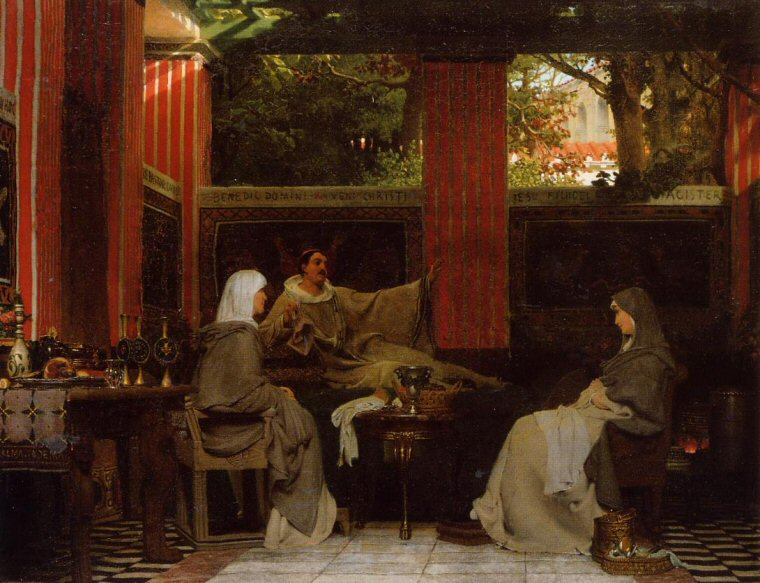
Lawrence Alma-Tadema, Venance Fortunat lisant ses poèmes à Radegonde (1862), musée de Dordrecht.

Saint Venance Fortunat, dont le nom latin est Venantius Honorius Clementianus Fortunatus, né vers 530 à Valdobbiadene près de Trévise (Italie) et mort en 609 à Poitiers (France), est un poète et un hymniste (en) chrétien du VIe siècle. Ordonné prêtre, il devient également à la fin de sa vie évêque de Poitiers. Considéré comme saint, il est liturgiquement commémoré le 14 décembre.

## Repères biographiques

### Auteur de poèmes latins
Venance Fortunat est italien (peut-être de vieille famille romaine, spéculent certains, à cause de ses quatre noms, chose rare à l'époque), originaire de Duplavilis (actuelle Valdobbiadene) près de Trévise en Vénétie. Il a au moins une sœur, nommée Titiana. Il étudie pendant sa jeunesse la grammaire, la poésie, le droit et l’éloquence à Ravenne.
Vers l’âge de trente-cinq ans, en 565, guéri d’une ophtalmie, il forme le projet d'aller à Tours visiter le tombeau de saint Martin, auquel il attribue sa guérison. Il traverse les Alpes, remonte la vallée du Rhin par le Norique, la Rhétie et l’Austrasie, où il est accueilli royalement par Sigebert et sa femme, la reine Brunehaut à laquelle il voue une profonde admiration.
C’est à Metz au cours des fêtes du mariage de Sigebert et Brunehaut que Fortunat réjouit les oreilles des convives par un poème lyrique en vers latins où il fait de Brunehaut une nouvelle Vénus et de Sigebert un nouvel Achille.
Séduit par la grâce et l'intelligence de Brunehaut, il lui consacrera une partie de ses plus beaux écrits. Elle lui inspire notamment un épithalame de « goût antique » dans lequel il ne tarit pas d'éloges sur elle : « Plus brillante, plus radieuse que la lampe éthérée, le feu des pierreries cède à l'éclat de ton visage, tu es une autre Vénus et ta dot est l'empire de ta beauté […]. L'Espagne a mis au monde une perle nouvelle. »
De la même voix qui a chanté Brunehaut et déploré en vers si touchants la mort de sa sœur Galswinthe, traîtreusement assassinée par Chilpéric, il n’hésite pas à louer les vertus royales de Frédégonde. Évoluant dans les hautes sphères de la société franque, il rencontre plusieurs femmes de la dynastie mérovingienne, entre autres la reine Ultrogothe, veuve de Childebert Ier, et les princesses Théodechilde et Berthovère, filles de Thierry Ier et Thibert Ier.

### Évêque de Poitiers
Fortunat s’attache ensuite à Radegonde, ancienne épouse de Clotaire Ier qui l’engage à se fixer à Poitiers où cette princesse a fondé l'abbaye Sainte-Croix de Poitiers. En 576, le poète y est ordonné prêtre. En 597, il est consacré évêque de Poitiers. Il meurt en l’an 609 ou 601.

### Hymniste chrétien
Poète raffiné, il compose de nombreuses hymnes chrétiennes remarquables par leur profonde sensibilité spirituelle, comme par leur technique musicale qui eurent une influence considérable sur la composition liturgique des siècles postérieurs. Certaines, telles la Vexilla Regis et la Pange lingua, hymne des matines du temps de la Passion, sont encore connues et fréquemment chantées lors de cérémonies liturgiques de l'Église catholique latine.
Il adressa à Syagre d'Autun des acrostiches en le priant de les faire peindre dans le vestibule de son palais.

## Œuvres
Parmi ses œuvres on peut signaler :

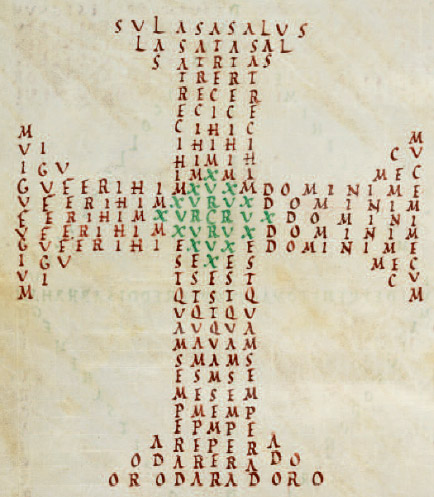
Calligramme de Venance Fortunat

- onze livres de Poèmes (tome 1, 2 et 3 de l'édition des Belles Lettres traduit par Marc Reydellet) ;
- In laudem sanctæ Mariæ (dans le tome 3 de l'édition des Belles Lettres traduit par Marc Reydellet) ;
- un poème en quatre chants sur la Vie de saint Martin (dans le tome 4 de l'édition des Belles Lettres traduit par S. Quesnel) ;
- une élégie sur la destruction du royaume de Thuringe, mise dans la bouche de sainte Radegonde ;
- des hymnes d’église, dont le Vexilla Regis et le Pange lingua ;
- les vies en prose de saint Germain évêque de Paris, saint Médard de Noyon, saint Remi de Reims, saint Aubin d'Angers, saint Marcel, sainte Radegonde et une exposition de la foi catholique d’après le symbole de saint Athanase d'Alexandrie.
- Le De ecclesia Parisiaca poème sur la cathédrale de Paris.
- Venance Fortunat et Charles Nisard avec Eugène Ritter (traduites en français pour la première fois par), Poésies mêlées, Paris, Librairie de Firmin Didot et Cie, coll. « Collection des auteurs latins », 1887 (lire en ligne)

Ses Œuvres ont été publiées à Cagliari en 1573, à Cologne en 1600, à Mayence en 1617 et traduites dans la collection Panckoucke. Ses écrits sont précieux pour comprendre l'histoire de l'époque.

### Publication moderne
- Venance Fortunat, Poésies mêlées, traduites en français pour la première fois par M. Charles Nisard, membre de l'Institut, avec la collaboration, pour les Livres I - V, de M. Eugène Ritter, professeur au Lycée Saint-Louis, Librairie de Firmin-Didot, Paris 1887, 295 p. [lire en ligne]
- Venance Fortunat, texte établi et traduit par Marc Reydellet, Collection des universités de France Série latine, Les Belles Lettres

1. tome I : Livres I - IV, Poèmes, Paris 1994  (ISBN 978-2-251-01374-9) 370 p.[6]
2. tome II : Livres V - VIII, Poèmes, Paris 1998  (ISBN 978-2-251-01406-7) 396 p.
3. tome III : Livres IX - XI, Poèmes, Appendice - In laudem sanctæ Mariæ, Paris 2004  (ISBN 978-2-251-01434-0) 400 p.
4. tome IV : Œuvres, La vie de Saint Martin, Paris 1996  (ISBN 978-2-251-01396-1) 278 p.

- T. Gacia, Vernalia tempora mundo...Wenancjusz Fortunat i jego poezje liryczne, Lublin 2014, pp. 231,  (ISBN 978-83-79-71-143-7).
- Navigation sur la Moselle et Navigation sur la Moselle  - Bibliothèque idéale des Odyssées, Belles Lettres 2022  (ISBN 9782251453491)

## Représentations dans les arts

### Littérature
- 1981 : La Révolte des nonnes : Poitiers, 589, roman historique de Régine Deforges.

### Télévision
- 1991 : L'Enfant des loups, téléfilm franco-espagnol de Philippe Monnier, adapté du roman de Deforges, avec Eusebio Lázaro dans le rôle de Fortunat.

### Gastronomie
- L’Ordre Gastronomique de Saint-Fortunat est une institution du Club Prosper Montagné qui réunit l’élite de la gastronomie. Les membres reçoivent une initiation à l'Ordre, s'engagent à suivre les règles de Saint-Fortunat, Saint-Fortunat figure sur les décorations et insignes[7],[8].